# Journal of Combinatorial Theory
Journal of Combinatorial Theory ist eine mathematische Fachzeitschrift, die von Elsevier herausgebracht wird.  Sie wurde 1966 gegründet und 1971 in zwei Serien aufgeteilt. Serie A ist der Kombinatorik gewidmet, während in Serie B Arbeiten aus Graphentheorie und Matroidtheorie veröffentlicht werden.